# Правовий простір
Правовий простір — сфера суспільних відносин, урегульована правом. 
За територіальним принципом виділяють «національний правовий простір», «європейський правовий простір», «загальносвітовий правовий простір» тощо. Також іноді поняття «правового простору» асоціюється з державним суверенітетом.